# Black Coffee
Black Coffee е седмият сингъл на британската поп група Ол Сейнтс, издаден на 2 октомври 2000 година. Той е петият и последен номер 1 хит в Англия. Във Великобритания сингълът има реализирани продажби от 215 хиляди копия.

## Списък

### CD 1 и касета
1. „Black Coffee“ – 4.49
2. „I Don't Wanna Be Alone“ – 4.20
3. „Black Coffee“ (ATFC's Freshly Ground вокал) – 7.46

### CD 2
1. „Black Coffee“ – 4.49
2. „Black Coffee“ (The Neptunes Remix) – 4.43
3. „Black Coffee“ (The Wideboys Espresso Mix) – 5.19

### CD макси сингъл
1. „Black Coffee“ – 4.49
2. „I Don't Wanna Be Alone“ – 4.20
3. „Black Coffee“ (The Wideboys Espresso Mix) – 5.19
4. „Black Coffee“ (ATFC's Freshly Ground вокал) – 7.46

### 7" сингъл
1. „Black Coffee“ – 4.49
2. „I Don't Wanna Be Alone“ – 4.20

### 12" сингъл (The Remixes)
1. „Black Coffee“ (ATFC's Freshly Ground вокал) – 7.46
2. „Black Coffee“ (The Neptunes Remix) – 4.43
3. „Black Coffee“ (The Wideboys Espresso Mix) – 5.19
4. „Black Coffee“ (Shadow Snipers вокален mix) – 6:21